# Wilhelm Schwan

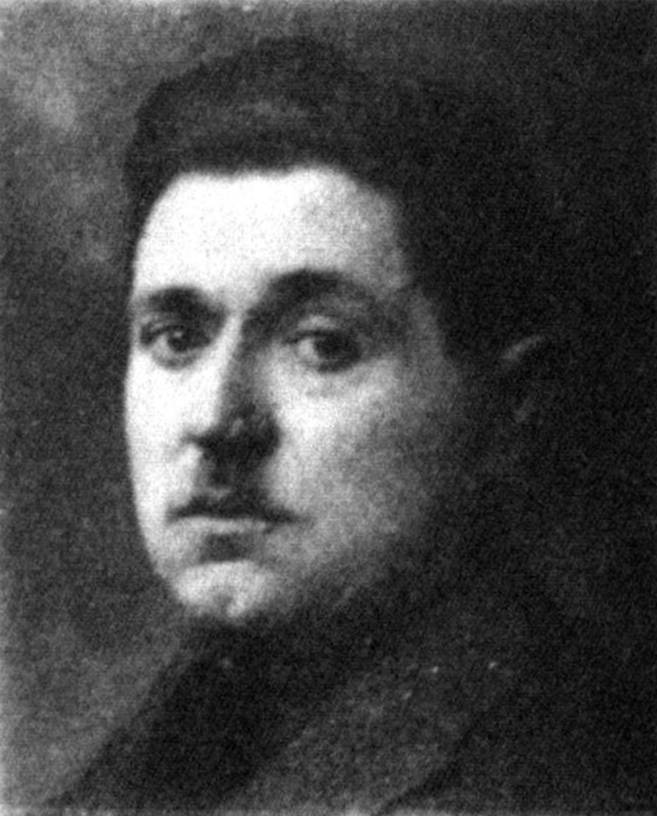
Schwans offizielles Reichstagsporträt, 1924

Wilhelm Schwan (* 6. Februar 1884 in Steele; † 2. Februar 1960 in Ost-Berlin) war ein deutscher Politiker (SPD, KPD, SED).

## Leben
Wilhelm Schwan wurde 1884 als Sohn eines Bergmanns geboren. Er besuchte die Volksschule. Anschließend verdiente er seinen Lebensunterhalt wie der Vater als Bergarbeiter. 1912 wurde Schwan Mitglied der Sozialdemokratischen Partei Deutschlands, 1917 wechselte er in die Unabhängige Sozialdemokratische Partei Deutschlands. Im Dezember 1920 trat er schließlich in die Kommunistische Partei Deutschlands (KPD) ein. In der Partei stand Schwan zunächst der Ruth-Fischer-Gruppe nahe. Als Funktionär übernahm er den Posten des Parteisekretärs in der Leitung des KPD-Unterbezirks Duisburg. Später wurde er ins Politbüro gewählt. Außerdem war er Gewerkschaftssekretär.
Bei der Reichstagswahl im Mai 1924 wurde Schwan als Kandidat der KPD für den Wahlkreis 23 (Düsseldorf-West) in den Reichstag gewählt, dem er bis zum Mai 1928 angehörte. Ende 1926 wurde Schwan aus der KPD ausgeschlossen, eine Solidarisierung durch die Erklärung der 1000 blieb erfolglos. Sein Reichstagsmandat nahm Schwan fortan für die Gruppe der Linken Kommunisten wahr.
Nach dem Ausscheiden aus der aktiven Politik arbeitete er im Anzeigengeschäft und als Handelsvertreter, ehe im Februar 1933 sein Geschäft als „getarntes KPD-Unternehmen“ von den Nationalsozialisten stillgelegt wurde. Schwan wurde verhaftet und für mehrere Monate in einem Konzentrationslager interniert. 1935 emigrierte er ins Saargebiet und arbeitete dort erneut als Handelsvertreter. Nachdem Schwan 1938 in Berlin noch einmal für vier Monate inhaftiert worden war, wurde er während des Zweiten Weltkriegs in Rüstungsbetrieben dienstverpflichtet.
Im Mai 1945 wurde Schwan erneut in die KPD aufgenommen und leitete ab dem Juni das Wohnungsamt Berlin-Lichtenberg. Aus der Partei, zwischenzeitlich zur SED vereinigt, wurde er am 26. April 1949 wieder ausgeschlossen. Nach seinem Tod im Februar 1960 flüchtete seine Witwe im März des Jahres in die Bundesrepublik.
Hermann Weber zählt ihn neben Max Schütz und Paul Schlecht zu den Konkurrenten Ernst Thälmanns im Vorfeld von dessen Wahl zum Parteivorsitzenden.

## Schriften
- Wilhelm Schwan, Ruth Fischer, Werner Scholem, Hugo Urbahns: Die Wahrheit über die Verhandlungen mit der deutschen Opposition in Moskau. Berlin 1927, DNB 361832648.